# Trigonostreptus rubrocinctus
Trigonostreptus rubrocinctus är en mångfotingart som först beskrevs av Pocock 1894.  Trigonostreptus rubrocinctus ingår i släktet Trigonostreptus och familjen Harpagophoridae. Utöver nominatformen finns också underarten T. r. burchardi.